# Ariane Friedrich

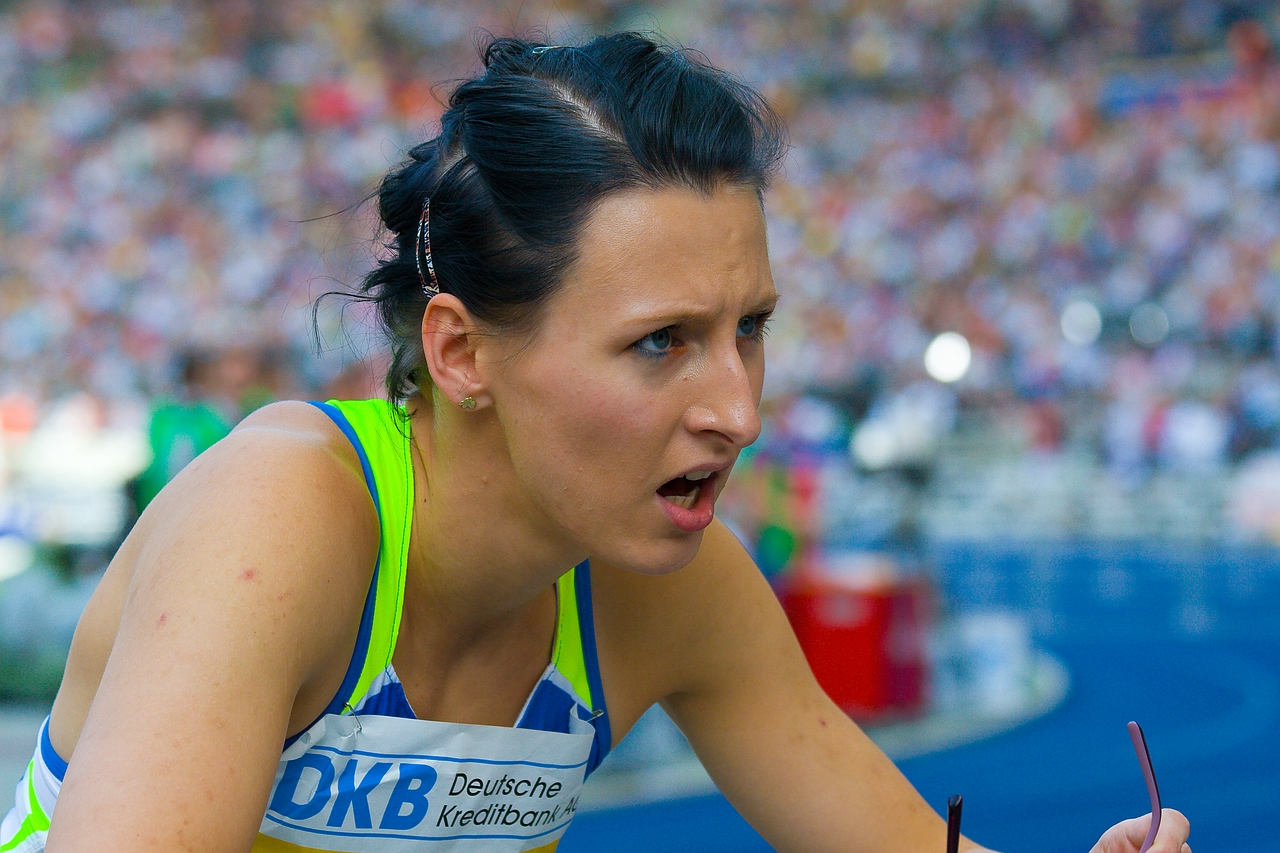
Ariane Friedrich (2008)

Ariane Friedrich (ur. 10 stycznia 1984 w Nordhausen) – niemiecka lekkoatletka, specjalizująca się w skoku wzwyż. 
Stawała na podium mistrzostw świata oraz czempionatu Starego Kontynentu. Złota medalistka halowych mistrzostw Europy, trzykrotnie zdobywała medale uniwersjady. Reprezentantka Niemiec w pucharze Europy, drużynowym czempionacie Starego Kontynentu i meczach międzypaństwowych. Medalistka mistrzostw swojego kraju oraz rekordzistka Niemiec. 

## Kariera
Pierwszy sukces na arenie międzynarodowej odniosła w 2003 zwyciężając w mistrzostwach Europy juniorów. W 2005 zdobyła dwa brązowe medale – na uniwersjadzie oraz podczas mistrzostw Europy do lat 23. Zimą 2007 bez powodzenia rywalizowała w halowym czempionacie Starego Kontynentu, a latem zdobyła wicemistrzostwo uniwersjady. Zajęła ósme miejsce w halowych mistrzostwach globu w Walencji (2008). Siódma zawodniczka igrzysk olimpijskich w Pekinie – dwa tygodnie po tych zawodach wygrywając w memoriale Van Damme w Brukseli odebrała Chorwatce Blance Vlašić szansę na zwycięstwo we wszystkich mityngach cyklu Golden League 2008. Poolimpijski sezon 2009 rozpoczęła od zdobycia halowego mistrzostwa Europy, a latem wygrała uniwersjadę oraz była trzecia podczas mistrzostw świata w Berlinie. Brązowa medalistka mistrzostw Europy z 2010. W 2011 w związku z kontuzją ścięgna Achillesa nie obroniła złotego medalu halowego czempionatu Europy oraz nie wystąpiła w głównej imprezie sezonu, czyli mistrzostwach świata w Taegu.

## Osiągnięcia
| Rok  | Impreza                                 | Miejsce    | Lokata            | Wynik |
| ---- | --------------------------------------- | ---------- | ----------------- | ----- |
| 2003 | Mistrzostwa Europy juniorów             | Tampere    | 1. miejsce        | 1,88  |
| 2004 | Superliga pucharu Europy                | Bydgoszcz  | 3. miejsce        | 1,92  |
| 2005 | Superliga pucharu Europy                | Florencja  | 7. miejsce        | 1,85  |
| 2005 | Uniwersjada                             | Izmir      | 3. miejsce        | 1,88  |
| 2005 | Młodzieżowe mistrzostwa Europy          | Erfurt     | 3. miejsce        | 1,90  |
| 2007 | Halowe mistrzostwa Europy               | Birmingham | el. – 11. miejsce | 1,89  |
| 2007 | Superliga pucharu Europy                | Monachium  | 4. miejsce        | 1,92  |
| 2007 | Uniwersjada                             | Bangkok    | 2. miejsce        | 1,90  |
| 2008 | Halowe mistrzostwa świata               | Walencja   | 8. miejsce        | 1,93  |
| 2008 | Halowy puchar Europy                    | Moskwa     | 1. miejsce        | 1,93  |
| 2008 | Superliga pucharu Europy                | Annecy     | 1. miejsce        | 2,03  |
| 2008 | Igrzyska olimpijskie                    | Pekin      | 7. miejsce        | 1,96  |
| 2008 | Światowy finał lekkoatletyczny IAAF     | Stuttgart  | 4. miejsce        | 1,97  |
| 2009 | Halowe mistrzostwa Europy               | Turyn      | 1. miejsce        | 2,01  |
| 2009 | Superliga drużynowych mistrzostw Europy | Leiria     | 1. miejsce        | 2,02  |
| 2009 | Uniwersjada                             | Belgrad    | 1. miejsce        | 2,00  |
| 2009 | Mistrzostwa świata                      | Berlin     | 3. miejsce        | 2,02  |
| 2010 | Superliga drużynowych mistrzostw Europy | Bergen     | 3. miejsce        | 1,98  |
| 2010 | Mistrzostwa Europy                      | Barcelona  | 3. miejsce        | 2,01  |
| 2012 | Igrzyska olimpijskie                    | Londyn     | el. – 14. miejsce | 1,93  |

## Rekordy życiowe
| Konkurencja          | Wynik | Data            | Miejsce   | Uwagi                                                       |
| -------------------- | ----- | --------------- | --------- | ----------------------------------------------------------- |
| Skok wzwyż – stadion | 2,06  | 14 czerwca 2009 | Berlin    | rekord Niemiec, 6. wynik w historii światowej lekkoatletyki |
| Skok wzwyż – hala    | 2,05  | 15 lutego 2009  | Karlsruhe | 6. wynik w historii światowej lekkoatletyki                 |